# Chris Dodd

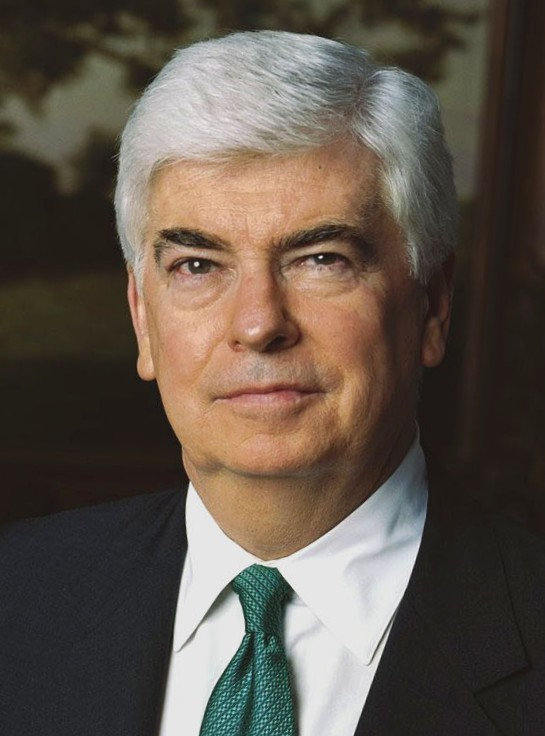
Chris Dodd

Christopher John „Chris“ Dodd (* 27. Mai 1944 in Willimantic, Connecticut) ist ein US-amerikanischer Politiker. Von 1975 bis 1981 war er Abgeordneter im Repräsentantenhaus der Vereinigten Staaten und von 1981 bis 2011 US-Senator für den Bundesstaat Connecticut. Von 1995 bis 1997 war er außerdem Co-Vorsitzender (General Chairman) des Democratic National Committee.

## Leben
Dodd gehört der Demokratischen Partei an. Er war Kandidat für die Präsidentschaftswahl 2008, bis er nach seiner Abstimmungsniederlage im Bundesstaat Iowa seinen Ausstieg aus dem Rennen erklärte. Seit dem 4. Januar 2007 führte er den Vorsitz im Banken- und Bauausschuss des Senats, der Dodd–Frank Act wurde nach ihm benannt. Zwischen 1990 und 2010 soll er bis zu 15 Millionen Dollar an Wahlkampfspenden aus dem Finanzsektor angenommen haben. Im Jahr 2010 verzichtete er angesichts schlechter Umfragewerte auf die erneute Wiederwahl; sein Nachfolger wurde Richard Blumenthal, der Attorney General von Connecticut.
Von März 2011 bis zum 5. September 2017 war Dodd Vorstandsvorsitzender der Motion Picture Association of America (MPAA), dem größten Lobbyverband der amerikanischen Film- und Fernsehindustrie.
Sein Vater Thomas J. Dodd war bereits US-Senator und zuvor einer der Ankläger im Nürnberger Prozess gegen die Hauptkriegsverbrecher.